# Jon Busch
Jon Busch (ur. 18 sierpnia 1976 w Queens, Nowy Jork) – amerykański piłkarz grający na pozycji bramkarza.